# Freyella attenuata
Freyella attenuata is een zeester uit de familie Freyellidae.
De wetenschappelijke naam van de soort werd in 1889 gepubliceerd door Percy Sladen.